# نيجيريا في الألعاب الأولمبية
نيجيريا في الألعاب الأولمبية تعتبر الألعاب الأولمبية من الأحداث الرياضية المهمة في نيجيريا، تقوم اللجنة الأولمبية االنيجيرية بالإشراف في شؤون مشاركات نيجيريا في الألعاب الأولمبية، أول مشاركة لنيجيريا في الألعاب الأولمبية كانت في دورة 1952 في هلسنكي في فنلندا حيث شاركت ب9 رياضيين وتمكنت من الفوز بأول ميدالية لها في دورة 1964 في طوكيو، فازت نيجيريا بمشوارها الأولمبي بمجموع 23 ميدالية منها 3 ميداليات ذهبية و 8 فضية و12 برونزية، أكثر الرياضات التي تنافس فيها نيجيريا هي ألعاب القوى و الملاكمة و كرة القدم والتي فازت بالميدالية الذهبية فيها في دورة 1996 في أتالانتا والميدالية الفضية في دورة 2008 في بكين.